# هنری هیوز ویلسون
هنری هیوز ویلسون (انگلیسی: Sir Henry Wilson, 1st Baronet; ۵ مهٔ ۱۸۶۴ – ۲۲ ژوئن ۱۹۲۲) فرد نظامی اهل جمهوری ایرلند بود. وی همچنین برندهٔ جوایزی همچون لژیون دونور (صلیب بزرگ)، نشان خدمات برجسته (ارتش آمریکا)، نشان حمام، و نشان لئوپولد شده‌است.
یکی از ارشدترین افسران ستاد ارتش بریتانیا در جنگ جهانی اول و برای مدت کوتاهی یک سیاستمدار اتحادیه‌گرای ایرلندی بود.
ویلسون به عنوان فرمانده کالج ستاد، کمبرلی، و سپس به عنوان مدیر عملیات نظامی در وزارت جنگ خدمت کرد و نقش حیاتی در تدوین برنامه‌هایی برای اعزام نیروی اعزامی به فرانسه در صورت جنگ ایفا کرد. او به دلیل نقشش در تحریک برای معرفی خدمت سربازی اجباری و حادثه کوراگ در سال ۱۹۱۴، به عنوان یک دسیسه‌چین سیاسی شهرت یافت.
ویلسون به عنوان معاون رئیس ستاد نیروی اعزامی بریتانیا، مهمترین مشاور سر جان فرنچ در طول لشکرکشی ۱۹۱۴ بود، اما روابط ضعیف او با داگلاس هیگ و ویلیام رابرتسون باعث شد که در سال‌های میانی جنگ از تصمیم‌گیری‌های ارشد کنار گذاشته شود.  او نقش مهمی در روابط نظامی انگلیس و فرانسه در سال ۱۹۱۵ ایفا کرد و - پس از تنها تجربه فرماندهی میدانی خود به عنوان فرمانده سپاه در سال ۱۹۱۶ - در اوایل سال ۱۹۱۷ به عنوان متحد ژنرال جنجالی فرانسوی، رابرت نیول، خدمت کرد. بعداً در سال ۱۹۱۷، او مشاور نظامی غیررسمی نخست وزیر بریتانیا، دیوید لوید جورج، و سپس نماینده دائم نظامی بریتانیا در شورای عالی جنگ در ورسای بود.
در سال ۱۹۱۸، ویلسون به عنوان رئیس ستاد کل امپراتوری (رئیس حرفه‌ای ارتش بریتانیا) خدمت کرد. او پس از جنگ، زمانی که ارتش به شدت در حال کاهش اندازه بود و در تلاش برای مهار ناآرامی‌های صنعتی در بریتانیا و ناآرامی‌های ملی‌گرایانه در عراق و مصر بود، همچنان این سمت را بر عهده داشت. او همچنین نقش مهمی در جنگ استقلال ایرلند ایفا کرد.
پس از بازنشستگی از ارتش، ویلسون مدت کوتاهی به عنوان نماینده پارلمان و مشاور امنیتی دولت ایرلند شمالی خدمت کرد. او در سال ۱۹۲۲ توسط دو فرد مسلح ارتش جمهوری‌خواه ایرلند ترور شد.